# マドラス医科大学

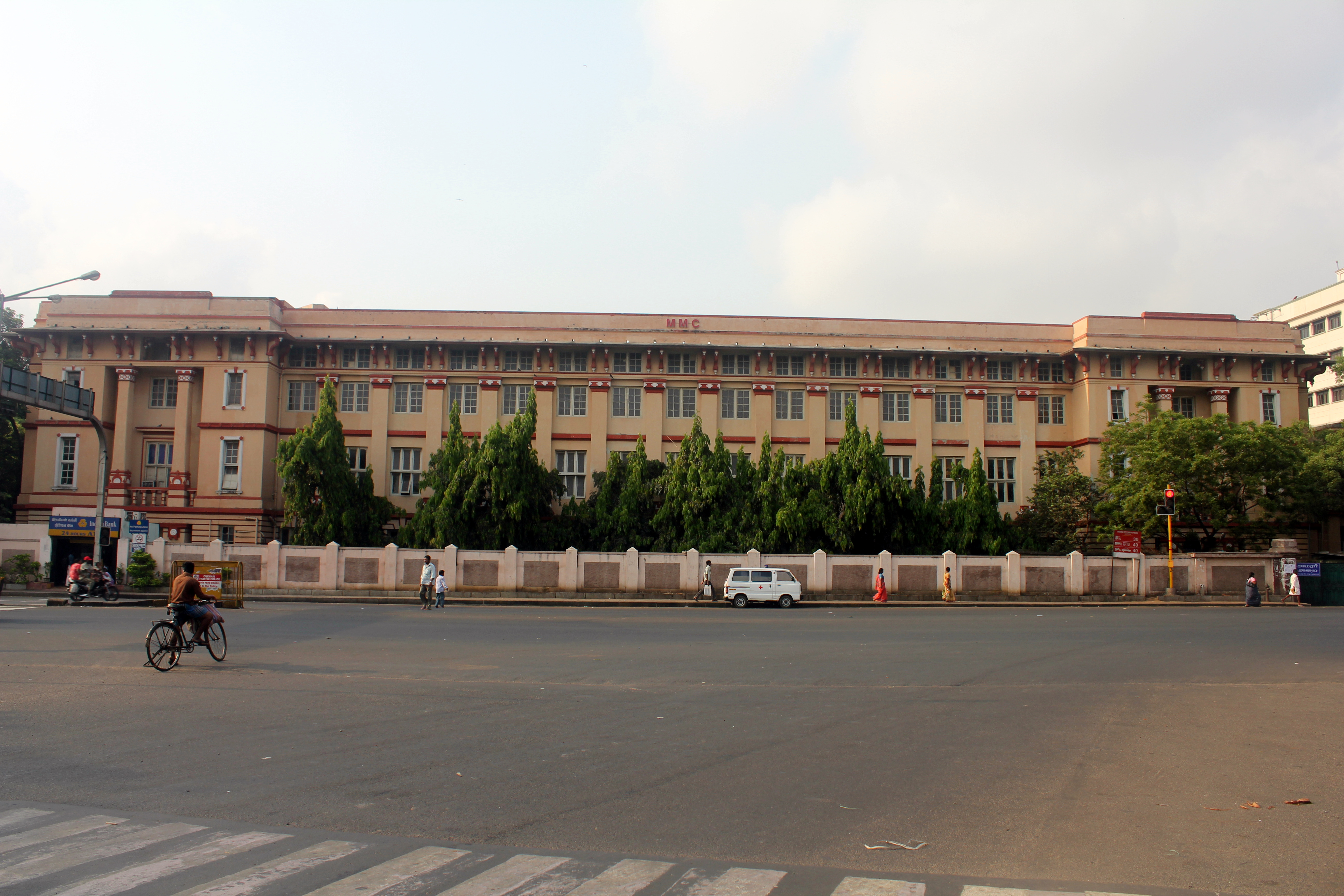
マドラス医科大学の本館

マドラス医科大学（マドラスいかだいがく、Madras Medical College）は、インドのタミル・ナードゥ州チェンナイにある、マドラス大学のカレッジである。

## 沿革
マドラス医科大学は、1835年2月2日に創立された、インドの中でも古い医科大学である。モーティマル博士が運営する私立の学校として始まっていたが、この年に当時のインド総督フレデリック・アダムズによって認定を受け、国立総合病院に附置されて州の財政支援を受けるようになった。
1842年に初めてインド人が入学し、以後マドラス医科大学は規模が拡大していく。1850年10月1日からは大学としての運営が開始され、マドラス医科大学の名称を正式に用いることとなった。